# پاپلارویل (میسیسیپی)
پاپلارویل (به انگلیسی: Poplarville) شهری در ایالت میسیسیپی کشور ایالات متحده آمریکا است که جمعیت آن در سرشماری سال ۲۰۱۰ میلادی، ۲٬۸۹۴
نفر بوده‌است.